# 전광락
전광락(1971년 9월 16일~)은 대한민국의 카누 선수로, 1996년 하계 올림픽에 참가했다.